# Conseil québécois des arts médiatiques
 (avril 2019).
Le Conseil québécois des arts médiatiques (CQAM) est une organisation qui rassemble, représente, valorise et défend les artistes professionnels indépendants, travailleurs culturels et organismes œuvrant dans les arts médiatiques au Québec.

## Histoire
Le Conseil québécois des arts médiatiques est fondé le 19 juin 1998 à la suite d'une concertation entre plusieurs centres d'artistes en arts médiatiques, dont PRIM Centre d'arts médiatiques, Vidéographe, Main Film, Groupe Intervention Vidéo, Les Films de l'autre, Spirafilm, Vidéo Femmes et La Bande Vidéo . Depuis 2003, le CQAM est reconnu comme le regroupement des arts médiatiques au Québec. 

## Arts médiatiques
Les arts médiatiques sont définis par le CQAM comme étant une discipline regroupant les pratiques artistiques indépendantes dont l’objet de recherche et d’expérimentation sont motivés par l’innovation formelle et langagière liée aux médias technologiques. L'organisation regroupe ainsi les artistes et les centres d'artistes des milieux du cinéma indépendant et de l'art numérique. Elle participe à la définition des pratiques qui entrent dans le champ des arts médiatiques.
Les artistes en arts médiatiques sont des "professionnels dont l’activité principale consiste à créer des œuvres originales relevant des arts médiatiques, c’est-à-dire des œuvres d’expression, à caractère expérimental ou de recherche, impliquant l’utilisation du cinéma, de la vidéo, de l’enregistrement audio ou du multimédia. Les artistes professionnels créent pour leur propre compte, possèdent une compétence reconnue par leurs pairs dans leur discipline et signent des œuvres qui sont diffusées dans un contexte professionnel" .

## Événements

### 50 ans d'arts vidéo
Lors de la 26e édition du festival Instants Vidéo numériques et poétiques en novembre 2013, le CQAM a organisé la présence d'une délégation québécoise pour célébrer le cinquantième anniversaire des arts vidéo à Marseille. Dix artistes ont été invités à réaliser dix vidéos d'une minute pour l'occasion. Les commissaires Claudie Lévesque et Fabrice Montal ont conçu une rétrospective sur l'art vidéo québécois. Avatar, La Bande Vidéo, DAÏMÔN, Groupe Intervention Vidéo, Oboro, PRIM, Vidéo Femmes et Vidéographe faisaient partie de la délégation.

### Québec Digital Art In New York
La manifestation Québec Digital Art In New York (QDANY) s'est tenue dans la ville de New York du 22 au 24 octobre 2015. L'événement a été organisé par le CQAM, avec l'aide de la Délégation générale du Québec à New York. Les œuvres de Camille Bernard-Gravel, Alice Jarry, Samuel St-Aubin et Adam Basanta ont été présentées au centre d'artiste à but non lucratif Invisible Dog à Brooklyn. Au Made in NY Media Center by IFP de Brooklyn étaient présentées les œuvres de Matthew Biederman, Marie-Christiane Mathieu, Manuel Chantre, Thomas O Fredericks  et  Danny Perreault. Une œuvre interactive de Jean Dubois a été installée dans le passage piétonnier Anita's Way à Manhattan. Nicole Gingras a commissarié une exposition intitulée Sous  observation  /  Spaces  Under  Scrutiny au Knockdown Center dans le quartier Queen, regroupant les installations de Catherine Béchard et Sabin Hudon, Martine H. Crispo, Manon Labrecque, Lorraine Oades, François Quévillon et du collectif [THE USER]. Des artistes, diffuseurs et travailleurs culturels ont également participé à l'édition new-yorkaise du Marché international de l'art numérique (MIAN). L'événement de clôture organisé par ELEKTRA et FuturePerfect a présenté les performances de Nicolas Bernier et Herman Kolgen. Avatar, Agence Topo, Eastern Bloc, ELEKTRA, Mois Multi, Oboro, Perte de Signal, Sporobole et Studio XX étaient les organismes représentés.